# Староалексеевская улица
Староалексе́евская улица — улица на севере Москвы в Алексеевском районе Северо-Восточного административного округа, между проспектом Мира и Новоалексеевской улицей.
Названа по бывшему селу Алексеевское, располагавшемуся в этом районе и вошедшем в черту Москвы в начале XX века.

## Расположение
Староалексеевская улица начинается от проспекта Мира напротив улицы Бочкова, проходит на восток, пересекает Зубарев переулок и заканчивается на Новоалексеевской улице.
В рамках проекта реконструкции улично-дорожной сети предполагается спрямление Староалексеевской улицы. Четырёхполосная улица частично пройдёт по нынешней территории завода «Гранит» и гаражам, а затем упрётся в перекрёсток улиц 3-й Мытищинской и Новоалексеевской, а старый створ Староалексеевской станет местным проездом.
На стене дома 118а по Староалексеевской установлена мемориальная доска писателю Ивану Соколову-Микитову, который жил здесь в 1967—1975 годах.

## Учреждения и организации
По нечётной стороне:
- Дом 1 — гимназия № 1539 (бывшая школа № 303);
- Дом 15А — ГУП "Автобаза «Алексеевская»;
- Дом 5 (бывший дом 21), строение 11 — Евразийская патентная организация;
- Дом 5 (бывший дом 21) — Росагрострах; завод качественных сплавов;
- Дом 9 (бывший дом 25) — «Мед-Аудио»; Мосбытремстрой;
- Дом 9 (бывший дом 25), строение 1 — НПП «Главполимерсбыт».

По чётной стороне:
- Дом 8 — магазин настольных игр (магазин компании HobbyWorld);
- Дом 10 — стоматологическая поликлиника № 15 СВАО;
- Дом 12 — детский сад № 1159;
- Дом 18 — детская поликлиника № 55;
- Дом 24 — завод «Гранит».